# Vergleich von Common-Lisp-Implementierungen
Dies ist eine Liste, in der Common-Lisp-Implementierungen anhand ihrer Lizenz und ihrer Funktionen miteinander verglichen werden.

## Allgemeine Informationen
| Name                          | primäre Entwickler                         | erstes öffentliches Release     | aktuelle Version             | basiert auf           | Lizenz                      | Projektstatus | Betriebssysteme |
| ----------------------------- | ------------------------------------------ | ------------------------------- | ---------------------------- | --------------------- | --------------------------- | ------------- | --- |
| Allegro Common Lisp           | Franz, Inc.                                | 1986 (als Extended Common Lisp) | 10.1 ()                      |                       | proprietär (kommerziell)    | aktiv         | Windows, Linux, macOS, FreeBSD, Solaris                                                                                         |
| Armed Bear Common Lisp (ABCL) | Erik Huelsmann                             | 0.16.0 (6. September 2009)      | 1.6.1 (24. April 2020)       |                       | frei (GPL)                  | aktiv         | JRE (Windows, Linux, macOS, OpenBSD, NetBSD, FreeBSD, Solaris, Google App Engine)                                               |
| Clasp                         | Christian Schafmeister                     |                                 | 0.4 (21. November 2015)      | ECL                   | frei (GPL)                  | aktiv         | Linux, OS X |
| CLISP                         | Bruno Haible, Michael Stoll, Sam Steingold | 1 (1987)                        | 2.49, 2.49.92 (7. Juli 2010) |                       | frei (GPL)                  | inaktiv       | Windows, Linux, Solaris, DragonFly BSD, FreeBSD, NetBSD, OpenBSD, macOS, GNU Hurd, AIX, HP-UX, IRIX, Tru64 UNIX, BeOS, NeXTStep |
| Clozure CL (CCL)              | Clozure Associates                         | Coral Common Lisp 1.0 (1987)    | 1.11.5 (29. November 2017)   | Macintosh Common Lisp | frei (Apache 2)             | aktiv         | Windows, Linux, macOS, FreeBSD, Solaris                                                                                         |
| Corman Common Lisp            | Corman Technologies                        |                                 | 3.1 (30. Dezember 2018)      |                       | frei (MIT-Lizenz)           | aktiv         | Windows |
| CMU Common Lisp (CMUCL)       | Carnegie Mellon University                 |                                 | 21e (15. Mai 2023)           | Spice Lisp            | frei (gemeinfrei, MIT, BSD) | aktiv         | Linux, macOS, FreeBSD, NetBSD, Solaris                                                                                          |
| Embeddable Common-Lisp (ECL)  | Daniel Kochmański                          | 0.0                             | 23.9.9 (9. September 2023)   | KCL                   | frei (LGPL)                 | aktiv         | Windows, Linux, FreeBSD, NetBSD, OpenBSD, macOS, Solaris                                                                        |
| GNU Common Lisp (GCL)         | GNU-Common-Lisp-Entwicklerteam             | 2.0 (1. April 1995)             | 2.6.14 (13. Januar 2023)     | KCL                   | frei (GPL, LGPL)            | aktiv         | Windows, Linux, macOS, Solaris                                                                                                  |
| JSCL                          |                                            |                                 | 0.7.0 (21. November 2018)    |                       | frei (GPL)                  | aktiv         | JavaScript |
| Kyoto Common Lisp (KCL)       | Taichi Yuasa, Masami Hagiya                |                                 |                              |                       | proprietär                  | inaktiv       | |
| LispWorks                     | LispWorks, Ltd.                            | 1.0 (1989)                      | 8.0 (14. Dezember 2021)      |                       | proprietär (kommerziell)    | aktiv         | Windows, macOS, Linux, FreeBSD, Solaris, Android, iOS                                                                           |
| ManKai Common Lisp (MKCL)     | Jean-Claude Beaudoin                       | 1.0.0 (1. Juni 2011)            | 1.1.11 (2. Mai 2019)         | ECL                   | frei (LGPL)                 | aktiv         | Windows, Linux |
| mocl                          | Wukix Inc.                                 |                                 |                              | CLICC                 | proprietär (kommerziell)    | aktiv         | iOS, Android, OS X |
| Open Genera                   | Symbolics                                  | Release 78 (1982)               | 2.0 (1998)                   |                       | proprietär (kommerziell)    | inaktiv       | Tru64 UNIX, Linux (experimentell)                                                                                               |
| PowerLisp                     | Corman Technologies                        |                                 | 2.02 (26. August 2001)       |                       | proprietär (Freeware)       | inaktiv       | Mac OS |
| Scieneer Common Lisp          | Scieneer Pty Ltd.                          | 1.1 (2. September 2002)         | 1.3.9.1 (9. März 2009)       | CMUCL                 | proprietär (kommerziell)    | aktiv         | Linux, Solaris, HP-UX |
| SICL                          | Robert Strandh                             |                                 |                              |                       | frei                        | aktiv         | |
| Steel Bank Common Lisp (SBCL) | verschiedene                               | 0.0 (14. Dezember 1999)         | 2.5.2 (28. Februar 2025)     | CMUCL                 | frei (gemeinfrei)           | aktiv         | Windows, Linux, Solaris, DragonFly BSD, FreeBSD, NetBSD, OpenBSD, macOS                                                         |

## Funktionen
| Name                   | Threads   | Native GUI-Bibliothek       | 64-Bit-Unterstützung | Unicode | Compiler/Runtime                                                                                     | Besonderheiten                                                                          |
| Allegro Common Lisp    | ja        | Windows, GTK+               | ja                   | ja      | x86, x64, SPARC32, SPARC64, ARM                                                                      | IDE                                                                                     |
| Armed Bear Common Lisp | ja        | nein                        | —                    | —       | Java Virtual Machine                                                                                 | läuft in der JVM                                                                        |
| Clasp                  | —         | nein                        | —                    | ja      | LLVM                                                                                                 | basiert auf C++11                                                                       |
| CLISP                  | ja        | nein                        | nein                 | ja      | Bytecode-VM                                                                                          |                                                                                         |
| Clozure CL             | ja        | Cocoa                       | ja                   | ja      | x86,x64,ppc32,ppc64,armv7                                                                            |                                                                                         |
| Corman Common Lisp     | ja        | Windows                     | nein                 | teils   | x86                                                                                                  | IDE                                                                                     |
| CMU Common Lisp        | teils     | X11                         | nein                 | ja      | x86,SPARC32,ppc32, Bytecode-VM                                                                       |                                                                                         |
| Embeddable Common-Lisp | ja        | nein                        | ja                   | ja      | C, bytecode VM                                                                                       | übersetzt nach C                                                                        |
| GNU Common Lisp        | nein      | nein                        | nein                 | nein    | C | übersetzt nach C; eigene GUI-Bibliothek (gcl-tk)                                        |
| Kyoto Common Lisp      | —         | nein                        | nein                 | nein    | C | übersetzt nach C                                                                        |
| LispWorks              | ja        | Windows, GTK+, Cocoa, Motif | ja                   | ja      | x86, x64, armv6 32bit, armv8 64bit (früher auch POWER4 32bit, POWER4 64bit, SPARC32, SPARC64, armv7) | IDE und plattformunabhängige GUI-Bibliothek CAPI, Laufzeitversionen für iOS and Android |
| ManKai Common Lisp     | ja        | nein                        | ja                   | ja      | C, Bytecode-VM                                                                                       | übersetzt nach C                                                                        |
| mocl                   | —         | nein                        | ja                   | ja      | C | Lisp für mobile Geräte, übersetzt nach C, Applikationsgenerator                         |
| Open Genera            | ja        | Dynamic Windows, X11        | ja                   | nein    | VM auf DEC Alpha und x64                                                                             | IDE                                                                                     |
| PowerLisp              | ja        | Mac OS                      | nein                 | nein    | 68k, ppc32                                                                                           | IDE                                                                                     |
| Scieneer Common Lisp   | ja        | nein                        | ja                   | ja      | x86,x64,SPARC32, SPARC64, PA-RISC32, PA-RISC64                                                       |                                                                                         |
| SICL                   | —         | —                           | —                    | —       | — | modulare Implementierung von Common Lisp                                                |
| Steel Bank Common Lisp | teilweise | nein                        | ja                   | ja      | x86,x64m,arm 32bit, arm64bit,ppc32,SPARC32,ALPHA,MIPS                                                |                                                                                         |